# Тореадори з Васюківки
«Тореадори з Васюківки» — трилогія українського письменника Всеволода Нестайка, написана у 1963—1970 роках. До того як трилогія була надрукована однією книгою, автор видав три повісті з трилогії окремими книгами: «Пригоди Робінзона Кукурузо» (1964), «Незнайомець з тринадцятої квартири» (1966) та «Таємниця трьох невідомих» (1970). Вперше всі три повісті разом однією книгою надруковано у 1972 році видавництвом «Веселка». У 2004 році у видавництві А-ба-ба-га-ла-ма-га з'явилося нова, виправлена редакція книги, де автор вилучив ідеологічні радянські нашарування, вилучив деякі застарілі незрозумілі сучасному читачеві деталі та додав нові сюжетні лінії.
Книгу включено до шкільної програми з літератури. «Тореадорів з Васюківки» перекладено більше як 20 мовами, зокрема німецькою, російською тощо. 1979 року ухвалою Міжнародної ради з дитячої та юнацької літератури трилогію «Тореадори з Васюківки» внесено до «Особливого почесного списку Ганса Крістіана Андерсена» (Special Hans Christian Andersen Honor List) як один із найвидатніших творів сучасної дитячої літератури.

## Структура
Повість складається з трьох частин (видавалися і як окремі повісті): «Пригоди Робінзона Кукурудзо», «Незнайомець із тринадцятої квартири» та «Таємниця трьох невідомих». Героями повістей є школярі Ява (Іван) Рень та Павлуша Завгородній (у ранніх редакціях — Криворотько). Кожен з епізодів має власний сюжет, пов'язаний з попереднім за допомогою основних персонажів. Шибайголову Яву та більш спокійного й розважливого Павлушу об'єднує щире бажання прославитися на весь світ. Для цього вони впродовж трилогії намагаються стати тореадорами, зловити іноземних шпигунів зі свого села, підкорити Київ та багато іншого. Головне послання книги — справжня дружба, самопожертва, готовність прийти на допомогу нужденній людині.

## Сюжет

Палітурка видання 2004 року

### Перша частина
Оповідачем є п'ятикласник Павлуша Завгородній, дія відбувається в селі Васюківка та в околицях. Його друг і однокласник Ява вигадує різні витівки, щоб прославитися, та залучає до них Павлушу. Серед їхніх останніх затій — власноруч викопати метро, але задум зупиняється на тому, що в тільки-но початий тунель провалилася свиня. Згодом друзі вирішують влаштувати кориду, але оскільки не знаходять підхожого бика, то беруть корову на кличку Контрибуція, що належить Явиному діду Вараві. Випробувальний бій проти корови закінчується тим, що вона буцнула Яву і хлопці втекли.
Пізніше Ява та Павлуша стали майструвати підводний човен, а в результаті врятували з колодязя цуценя, яке назвали Собакевичем. Хлопці принесли цуценя до школи, за що вчителька вигнала їх з уроку. Потім обоє стали підслуховувати розмову рибалки Бурмила та шофера Книша про таємничу знахідку й не помітили як Собакевич з прив'язаним до нього дзвоником утік. Решта учнів подумали, що лунає дзвінок на перерву. За цю витівку Яву та Павлушу не взяли наступного дня на екскурсію до Києва. Хлопці попри те вирішили поїхати потай і сховалися у вантажівці. Вони стали слідкувати за Бурмилом і Книшем, які поїхали до Києва за спорядженням, але загубилися і їхня втеча з Васюківки викрилася.
Друзі твердо намірилася з'ясувати, що шукають Бурмило та Книш і припустили, що це рушниця, загублена торік мисливцем Папушею. Та потім з'ясовується, що Книш повіз загадкову коробку до місцевого бібліотекаря та винахідника Фадейовича (прозваного Фарадейовичем). Ява та Павлуша пробралися до будинку Фадейовича, коли двері були незамкнені, та випадково перевернули термос, що був у коробці. Наступного дня виявилося, що там містилася водорость глобулус — експериментальна їжа для космонавтів. Хлопці зізналися Фадейовичу, яку шкоду зробили, але він сказав, що досить і тієї водорості, котра лишилася — він хотів лише показати її юннатам.
Далі настали екзамени, Павлуша переживав, що він їх провалить, а Яві все одно поставлять хорошу оцінку, бо його мати депутат. Але Ява пропустив екзамен, бо слідкував за Книшем і ледве не втонув, рятуючи Собакевича. Ява лишився готуватися до перездачі, а Павлуша вирішив лишитися з ним, відмовивишись від поїздки в Одесу з батьками.
Продовжуючи слідкувати за Бурмилом і Книшем, хлопці загубилися на кукурудзяному полі. Ява після цього став називати себе Робінзоном Кукурузо. Друзі дізналися про намір Бурмила та Книша відвідати плавні та попливли туди перші на човні. Павлуша ввечері повернувся додому, а Ява лишився на острові в плавнях і розповів, що зустрів «шпигуна». На острів припливли юннати, перед якими Павлуша хотів похизуватися своєю спритністю, але тільки осоромився. Ява познайомився з київською школяркою Валькою, а Павлуша з Ганькою. Наступного вечора Павлуша повернувся до Яви і вони зрозуміли, що дід Варава шукав онука. Дід із хлопцями затримали Книша, який зізнався, що хотів знайти у плавнях запас спирту, який нібито лишили німці під час війни. Виявилося, що спирт знайшли ще в 1943 партизани та передали для госпіталю.
Нарешті завдяки викриттю затії Книша хлопці прославилися в селі.

### Друга частина
Ява та Павлуша перейшли до шостого класу. Одного разу вони ставили виставу за «Ревізором» Гоголя, але зганьбилися, бо погано вивчили слова своїх ролей. Далі описується передісторія.
Хлопці поїхали до Києва у гості до Павлушиних дядька і тітки. Ява хотів розшукати Вальку, друзі в її пошуках познайомилися з артистом, якому потім безуспішно намагалися повернути його загублений годинник. Вони стали розшукувати артиста по різних театрах і в одному з них зустріли Вальку. Дівчинка пообіцяла допомогти розшукати власника годинника. Хлопці побилися з хуліганом Будкою та зустріли артиста Максима Валер'яновича, що міг допомогти в пошуках. Але їм завадив Будка, що вирішив помститися і цього разу хлопців урятувала Валька. Хлопці дізналися, що власник годинника працює на кіностудії Довженка, проте зрозуміли, що загубили годинник.
Вони марно розшукували згубу і подумали, що годинник украв Будка. Вони пішли до хулігана, який сказав, що злодій — це інший хлопець. З ним мала відбутися зустріч уночі, тому хлопці втекли з дому. Між тим вони згадували як мріяли викопати в Васюківці козацький скарб на кладовищі, але скінчилося тим, що обоє злякалися звичайного кота і втекли. В домовлений час Ява та Павлуша зустрілися з хуліганами біля Печерської лаври. Паралельно про зустріч дізналася Валька та поспішила туди ж. Павлуша налякав їх дядьковим стартовим пістолетом, Будка впав у колодязь і Ява та Павлуша при допомозі Вальки витягнули його. Павлуша отримав назад годинник і повернулися з Явою додому, де тітка сприйняла їх за злодіїв і вилила на них компот.
Павлуша, Ява, Валька та Будка взяли участь у зйомках історичного фільму, де отримали епізодичні ролі. В одному з акторів вони впізнали того артиста, якому належав годинник. Він віддячив, повізши хлопців, Вальку і Максима Валер'яновича в ресторан.
Дія повертається до часу після вистави «Ревізор». Щоб виправити свою репутацію, хлопці розповіли як знімалися в фільмі. Але коли фільм показують у селі, виявляється, що кадри з ними не потрапили в фінальну версію. Проте виставу, з якої вони втекли, врятували інші актори. Ява сказав, що точно не буде актором, натомість став мріяти як стане письменником. Павлуша сказав, що буде льотчиком.

### Третя частина
Цю частину, на відміну від двох попередніх, розповідає Ява Рень. Він описує як посварився з Павлушею через гурток малювання. Він записався туди за наполяганням друга, але виявилося, що Ява дальтонік, а Павлуша ходив на гурток, щоб бачитися з Ганькою. Ява задумав зробити щось відоме і вирішив піти разом з Антончиком Мацієвським на пошуки привида козацького сотника.
Ява хотів сфотографувати привида, але за легендою, побачити його може тільки та людина, котра щось украла. Тому Ява вирішив украсти фотоапарат у десятикласника Гришки Бардадима. Вночі Ява впізнав привида та встиг його сфотографувати. Наступного ранку він повернув фотоапарат і сказав, що Гришка може його побити за крадіжку, але нехай проявить фотоплівку. Той погодився і Ява прославився своїм знімком. Через це його стала переслідувати стара Мокрина, кажучи, що Ява «обраний».
Попри те, що він здобув визнання, Ява все одно хотів помиритися з Павлушею. Його спроба залучити до цього Вальку провалилася. Потім він дізнався, що безголовий «привид» — це насправді сорочка, що сушилася на дереві. Черга невдач Яви продовжилася поломкою його велосипеда.
Від солдата, що проходив навчання на полігоні неподалік, Ява отримав загадкового листа з запрошенням про зустріч у лісі біля старого доту. Він зустрів двох солдатів, які нічого не знали про це. Пізніше він побачив як у ліс їде Павлуша. Також Ява помітив незнайомця, що хотів залізти в сад до його вчительки і попередив її про ймовірного злодія.
Інспектор міліції Федорищенко цікавиться бійкою, що сталася між футбольними командами Васюківки і Дідівщини. Ява отримав доручення слідкувати за щоглою біля школи. Також він ненавмисне заляпав Ганьку грязюкою, але вона не сказала Павлуші, що це зробив Ява.
Через зливу прорвало греблю, село стало підтоплювати і Ява вирушив до солдатів за допомогою. Завдяки йому солдати встигли допомогти багатьом людям. Ява врятував пакунок, який Мокрина зберігала за іконою, але опинився в затопленому будинку і його витягнув Павлуша. Виявилося, що в пакунку були листи Мокрининого чоловіка з війни. Ява пошкодив ногу, але батьки пишалися вчинком сина. Також він помирився з Павлушею.
Ява отримав ще одного листа: треба було прибути до доту, коли на щоглі біля школи з'явиться білий прапорець. Він став свідком того, як Ганька піднімає прапорець. Ява став слідкувати і розкрив, що підпис «Г. П.Г» у листі — це Герасименко Галина Сидорівна (вчителька). Пайчадзе (один з солдатів). Гребенюк Ганя (Ганька). Виявилось, що ці троє хотіли помирити Яву з Павлушею, влаштувавши їм зустріч.
Галина Сидорівна вийшла заміж за Пайчадзе. Ява з Павлушею вирушили до доту і прочитали лист про цінність дружби, пронесеної крізь роки. На честь весілля хлопці змайстрували повітряного змія, який впав на сіно та ледве не спалив його. Ганька допомогла загасити вогонь. Тоді всі троє вирішили, що будуть друзями на все життя.

## Історія написання
Письменник розповів таке: Василь Євдокименко — художник, який оформляв мої книжки, одного разу розповів про школярів, які заблукали в кукурудзі й змогли вийти тільки тоді, як у селі на стовпі забалакало радіо. Так в оповіданні «Пригода в кукурудзі» вперше з'явилися Ява й Павлуша, герої всієї трилогії «Тореадори з Васюківки»..
За часів незалежної України книжку перевидавали видавництва «Навчальна книга — Богдан» (спільно з «Веселкою») та «А-БА-БА-ГА-ЛА-МА-ГА». Останнє видання дещо відрізняється від оригінальної редакції, автор видалив ідеологічні нашарування та деталі, що незрозумілі сучасним дітям, і додав нові сюжети.

## Екранізації
1965 року оповідання «Тореадори з Васюківки» (одне з двох оповідань, з яких виріс цей роман) екранізувала Харківська студія телебачення.
2024 року було анонсовано повнометражний фільм за мотивами книги «Тореадори з Васюківки». Режисерами майбутньої стрічки стануть Роман Краснощок та Антон Чистяков.

## Видання
Оригінальне видання
- Всеволод Нестайко. Тореадори з Васюківки. Київ: Веселка. 1972. 416 стор.
- Всеволод Нестайко. Тореадори з Васюківки. Малюнки: Євген Семенов. Київ: Веселка. 1973. 415 стор.

Оновлене видання
- Всеволод Нестайко. Тореадори з Васюківки. Малюнки: Анатолій Василенко. Київ: А-БА-БА-ГА-ЛА-МА-ГА. 2004. 543 стор. ISBN 9789667047863 (Найкращий український дитячий роман)